# Erebomyia exalloptera
Erebomyia exalloptera är en tvåvingeart som beskrevs av Justin B. Runyon och Hurley 2004. Erebomyia exalloptera ingår i släktet Erebomyia och familjen styltflugor. Inga underarter finns listade i Catalogue of Life.